# Hialeah Gardens
Hialeah Gardens és una població dels Estats Units a l'estat de Florida. Segons el cens del 2005 tenia 19.930 habitants.

## Demografia
Segons el cens del 2000, Hialeah Gardens tenia 19.297 habitants, 5.636 habitatges, i 4.903 famílies. La densitat de població era de 3.028,7 habitants/km².
Dels 5.636 habitatges en un 47,5% hi vivien nens de menys de 18 anys, en un 64,7% hi vivien parelles casades, en un 15,7% dones solteres, i en un 13% no eren unitats familiars. En el 9,7% dels habitatges hi vivien persones soles el 4,7% de les quals corresponia a persones de 65 anys o més que vivien soles. El nombre mitjà de persones vivint en cada habitatge era de 3,38 i el nombre mitjà de persones que vivien en cada família era de 3,56.
Per edats la població es repartia de la següent manera: un 27,7% tenia menys de 18 anys, un 8,1% entre 18 i 24, un 32,9% entre 25 i 44, un 20,9% de 45 a 60 i un 10,5% 65 anys o més.
L'edat mitjana era de 34 anys. Per cada 100 dones de 18 o més anys hi havia 88,1 homes.
La renda mitjana per habitatge era de 38.858 $ i la renda mitjana per família de 39.804 $. Els homes tenien una renda mitjana de 25.540 $ mentre que les dones 20.862 $. La renda per capita de la població era de 14.043 $. Entorn del 10,9% de les famílies i el 13,3% de la població estaven per davall del llindar de pobresa.

## Poblacions més properes
El següent diagrama mostra les poblacions més properes.